# Osage City
Osage City és una població dels Estats Units a l'estat de Kansas. Segons el cens del 2000 tenia 3.034 habitants.

## Demografia
Segons el cens del 2000, Osage City tenia 3.034 habitants, 1.232 habitatges, i 815 famílies. La densitat de població era de 343,5 habitants/km².
Dels 1.232 habitatges en un 33,5% hi vivien nens de menys de 18 anys, en un 52,6% hi vivien parelles casades, en un 9,5% dones solteres, i en un 33,8% no eren unitats familiars. En el 30,8% dels habitatges hi vivien persones soles el 16,2% de les quals corresponia a persones de 65 anys o més que vivien soles. El nombre mitjà de persones vivint en cada habitatge era de 2,38 i el nombre mitjà de persones que vivien en cada família era de 2,95.
Per edats la població es repartia de la següent manera: un 27,1% tenia menys de 18 anys, un 6,4% entre 18 i 24, un 26% entre 25 i 44, un 19,6% de 45 a 60 i un 20,9% 65 anys o més.
L'edat mediana era de 39 anys. Per cada 100 dones de 18 o més anys hi havia 87,2 homes.
La renda mediana per habitatge era de 31.979 $ i la renda mediana per família de 39.362 $. Els homes tenien una renda mediana de 27.353 $ mentre que les dones 21.514 $. La renda per capita de la població era de 17.227 $. Entorn del 6,8% de les famílies i el 8,8% de la població estaven per davall del llindar de pobresa.

## Poblacions més properes
El següent diagrama mostra les poblacions més properes.